# Jacques Guilhène
Jacques Guilhène, né Jacques-Eugène Guilhen-Puylagarde le 6 janvier 1886 à Paris 15e et mort le 27 janvier 1936 à Paris 16e, est un acteur français.

## Théâtre

### Comédie-Française
Entrée à la Comédie-Française en 1908
Nommé 377e sociétaire en 1929
- 1906 : La Courtisane d'André Arnyvelde : Marquis de Salvat
- 1908 : Le Bon roi Dagobert d'André Rivoire : un jeune leude
- 1909 : La Furie de Jules Bois : Hyacinthos
- 1909 : La Rencontre de Pierre Berton : Armand Vivien
- 1910 : Le Mariage de Figaro de Beaumarchais : Grippesoleil
- 1910 : Les Plaideurs de Jean Racine : Léandre
- 1910 : Le Misanthrope de Molière : Clitandre
- 1911 : Le Misanthrope de Molière : Acaste
- 1911 : Le Plaisir de rompre de Jules Renard : Maurice
- 1911 : Cher maître de Fernand Vandérem : Amédée Laveline
- 1911 : Primerose de Gaston Arman de Caillavet et Robert de Flers : Le frère de Primerose
- 1911 : Le Barbier de Séville de Beaumarchais : Almaviva
- 1912 : Le Ménage de Molière de Maurice Donnay : Baron
- 1912 : L'Embuscade de Henry Kistemaeckers : Maurice Hermès
- 1912 : Le Mariage forcé de Molière : Lycaste
- 1912 : Britannicus de Jean Racine : Britannicus
- 1912 : Antony d'Alexandre Dumas : Frédéric de Lussan
- 1913 : Louis XI de Casimir Delavigne : Le duc de Craon
- 1913 : Yvonic de Paul Ferrier et Jeanne Ferrier : Joël
- 1914 : Georgette Lemeunier de Maurice Donnay : Raymond
- 1920 : L'Amour médecin de Molière, mise en scène Georges Berr : Clitandre
- 1920 : Hernani de Victor Hugo : Don Sanchez
- 1920 : Les Effrontés d'Émile Augier : Henri Charrier
- 1921 : Cléopâtre d'André-Ferdinand Hérold d'après Plutarque et William Shakespeare : Publius
- 1922 : George Dandin de Molière : Clitandre
- 1922 : L'Impromptu de Versailles de Molière : un nécessaire
- 1922 : Marion de Lorme de Victor Hugo : Le marquis de Saverny
- 1923 : Les Honnêtes Femmes de Henry Becque : Lambert
- 1923 : Les Deux Trouvailles de Gallus de Victor Hugo : le duc de Monbazon
- 1923 : Le Klephte d’Abraham Dreyfus : Philippe
- 1923 : Jean de La Fontaine de Louis Geandreau et Léon Guillot de Saix : le vicomte
- 1923 : Un homme en marche de Henry Marx : Jacques Elval
- 1924 : Les Fourberies de Scapin de Molière, mise en scène Charles Granval : Octave
- 1924 : Le Rez-de-chaussée de Julien Berr de Turique : Guy de Nortain
- 1924 : L'Amiral de Jacques Normand : Krélis
- 1924 : Je suis trop grand pour moi de Jean Sarment : Loredan
- 1924 : L'Adieu de Louis Vaunois : Racine
- 1924 : La Reprise de Maurice Donnay : Frizoul
- 1925 : La joie fait peur d'Émile de Girardin : Octave
- 1925 : La Nuit des amants de Maurice Rostand : Paris
- 1925 : Fantasio d'Alfred de Musset : Hartman
- 1925 : Après onze ans de Maurice Levaillant : le promeneur
- 1925 : Hedda Gabler de Henrik Ibsen : l'assesseur Bracke
- 1925 : Un tour de Ninon de Georges Docquois : Racine
- 1926 : Idylle d'Alfred de Musset : Albert
- 1926 : La Carcasse de Denys Amiel et André Obey : Garnier
- 1926 : Le Mariage de Victorine de George Sand : Alexis Vanderk
- 1927 : Monsieur Scapin de Jean Richepin : Florisel
- 1928 : Le Philosophe sans le savoir de Michel-Jean Sedaine : Vanderk fils
- 1928 : Le Legs de Marivaux : Le marquis
- 1930 : Les Trois Henry d'André Lang, mise en scène Émile Fabre : Bellegarde
- 1930 : Les Demoiselle de Saint-Cyr d'Alexandre Dumas : Roger
- 1931 : Patrie de Victorien Sardou, mise en scène Émile Fabre : le marquis de la Trémoille
- 1932 : La Jalousie de Sacha Guitry, mise en scène de l'auteur : Marcelin Lézignan
- 1932 : Mademoiselle de La Seiglière de Jules Sandeau : Bernard Stamply
- 1933 : Le Legs de Marivaux, mise en scène Jean Croué : Le marquis
- 1934 : La Double Inconstance de Marivaux, mise en scène Raphaël Duflos : le prince
- 1934 : La Chance de Françoise de Georges de Porto-Riche, mise en scène Raphaël Duflos : Marcel
- 1935 : L'Impromptu de Versailles de Molière, mise en scène Raphaël Duflos : La Grange
- 1935 : Lucrèce Borgia de Victor Hugo, mise en scène Émile Fabre : Maffio Orsini

## Filmographie
- 1909 : Joseph vendu par ses frères de Paul Gavault
- 1910 : L'Aigle et l'Aiglon d'André Calmettes
- 1910 : Eugénie Grandet d'Émile Chautard et Victorin Jasset
- 1910 : La Mésaventure du capitaine Clavaroche d'André Calmettes
- 1911 : Le Chevalier d'Essex d'André Calmettes et Henri Pouctal
- 1911 : Jésus de Nazareth d'André Calmettes et Henri Desfontaines
- 1911 : L'Usurpateur d'André Calmettes et Henri Pouctal
- 1913 :  La Dame de Monsoreau d'Émile Chautard
- 1914 : L'Aiglon d'Émile Chautard
- 1917 : L'Arriviste de Gaston Leprieur
- 1920 : La Révoltée (film, 1920) de Gaston Leprieur
- 1921 : La Revanche de Suzanne
- 1922 : Molière, sa vie, son œuvre de Jacques de Féraudy
- 1923 : La Bouquetière des Innocents de Jacques Robert : Henriot
- 1923 : La Porteuse de pain de René Le Somptier
- 1924 : Ce cochon de Morin de Viktor Tourjansky
- 1925 : Fanfan la Tulipe de René Leprince
- 1925 : Mylord l'Arsouille de René Leprince
- 1934 : Un soir à la Comédie-Française de Léonce Perret